# Sakaguchi Daisuke
Sakaguchi Daisuke (阪口 大助 Phản Khẩu Thái Trợ , sinh ngày 11 tháng 10 năm 1973 tại Kashiwazaki, Niigata) là một Seiyū làm việc với Aoni Production. Anh được nổi tiếng qua các vai như Ewin Üso trong Mobile Suit Victory Gundam, Shimura Shinpachi trong Gintama, Sunohara Youhei trong Clannad và Himuro Kei trong Paprika.

## Sự nghiệp

### Phim hoạt hình
1992
- Thủy thủ Mặt Trăng (Neko)

1993
- Mobile Suit Victory Gundam (Ewin Üso)
- Ghost Sweeper Mikami (học sinh nam)

1994
- Cuốn từ điển kì bí (Kite Kiteretsu (trẻ))
- Ginga Sengoku Gun'yūden Rai (Toramaru)
- Aoki Densetsu Shoot! (Hirose Kiyotaka)
- Tsubasa Giấc mơ sân cỏ (Morisaki Yuzo)
- Marmalade Boy (Yamaguchi)

1995
- Kyōryū Bōkenki Jura Tripper (Beso)
- Thủy thủ Mặt Trăng S (Boy A, Young Man)
- Dragon Ball Z (Obake)

1996
- Ganbarist! Shun (Shun Fujimaki)
- Thủy thủ Mặt Trăng S Đặc Biệt (Dummy)

1997
- Shin – Cậu bé bút chì (Hatogaya Yoshirin)
- Tiểu đầu bếp cung đình (Sanche Tan)
- In The Beginning - The Bible Stories (Asaph)

1998
- Gakkyu-oh Yamazaki (Butada Hikaru)
- Thám tử Kindaichi (Sakuraba, Takatō Yōichi (trẻ))
- Nazca (Seino Keita/Amaro)
- Orphen (Killing Doll)
- Mamotte Shugogetten (Tasuke Shichiri)
- Yu-Gi-Oh! (Hamada Haiyama)
- Yoiko (Amimoto Kenji)
- Record of Lodoss War: Chronicles of the Heroic Knight (Marle)

1999
- The Big O (Meyers Jeff)
- Hoshin Engi (Shinjin Taiitsu)

2000
- Ghost Stories (Miyanoshita Reiichirou (trẻ))

2001
- Shingu: Secret of the Stellar Wars (Narita Jirō)
- Super GALS! (Kuroi Naoki)
- The Family's Defensive Alliance (Masui Shoichi)
- Beyblade (Giancarlo)
- Hajime no Ippo (Umezawa Masahiko,Yamada Naomichi)
- Magical Meow Meow Taruto (Ogaki Geppei)

2002
- Atashinchi (Tachibana Yuzuhiko)
- Anpanman (Hamigakiman)
- Tokyo Mew Mew (Quiche)
- Heat Guy J (Leonelli Claire)
- Digimon Frontier (Trailmon)

2003
- Astro Boy (Butch, Maru-chan)
- Air Master (Mishima Reiichi)
- The Twelve Kingdoms (Hakuchi, Takasato Suguru)
- Tantei Gakuen Q (Tominaga Masashi)
- '[The World of Narue (Iizuka Kazuto)
- Pokémon: Advanced (Takeshi's Usohachi, Tom Pei)
- Bobobo-bo Bo-bobo (Oni Halon)
- Maburaho (Shikimori Kazuki)

2004
- Agatha Christie no Meitantei Poirot to Marple (Crackenthorpe Alex)
- Mars Daybreak (Takigawa Kato, Jr.)
- Croquette! (Pirozhki)
- Hamtaro (Kitsune-san)
- Giả kim thuật sư (Man A)
- Black Jack (Mitsuo)
- Paranoia Agent (Bat Shonen, Kozuka Makoto)
- Ragnarok The Animation (Roan)
- Rockman.EXE Stream (Tomahawkman)

2005
- Air (TV Hero)
- Aquarion (Lee Jun)
- [[Suki na Mono wa Suki Dakara Shouganai!! (Sakura Hiromu)
- Shinshaku Sengoku Eiyū Densetsu - Sanada Jū Yūshi The Animation (Chunagon Hideaki Kobayakawa)
- Tide-Line Blue (Keel)
- D.I.C.E. (Siegel Jet)
- Major]] (Tokashiki)
- MÄR (Jack)
- Rockman.EXE Beast (Tomahawkman)
- One Piece (Rittonto)
- Pokémon (Takeshi's Usohachi)

2006
- Welcome to the NHK (Yamazaki Kaoru)
- Gintama (Shimura Shinpachi, Kobayashi)
- Kiba (Ginga)
- .hack//Roots (Silabus)
- Bleach (Hou, Ban)
- Pocket Monsters: Diamond & Pearl (Hajime, Satoshi's Fukamaru, Takeshi's Usohachi/Usokkie, Kojirou's Masukippa)
- Yomigaeru Sora - RESCUE WINGS (Kumata Kotaro, Inoue Takefumi)

2007
- Clannad (Sunohara Youhei)
- Gegege no Kitarō (Tofu-Kozou, Kinkichi, Kobayashi)
- Baccano! (Splot Jacuzzi)
- Bamboo Blade (Nakata Yūji)
- Bokurano (Waku Takashi)
- Mokke (Arita)
- Mononoke (Sasaki Hyoue)
- Moyashimon (Sawaki Tadayasu)

2008
- Kamen no Maid Guy (Fujiwara Kōsuke)
- Clannad After Story (Sunohara Youhei)
- Linebarrels of Iron (Ousei Riku)
- Golgo 13 (Steve)
- Antique Bakery (Young Man A)
- The Telepathy Girl Ran (Yamashita)
- Sands of Destruction (Kumagoro)

2009
- Chrome Shelled Regios (Sutton Harley)
- Hell Girl: Three Vessels (Mizuhara Fumio)
- Doraemon (Pilon)
- Kaidan Restaurant (Itō Hiroshi)
- Sgt. Frog (Chief)
- Battle Spirits: Shōnen Gekiha Dan (Suzuri Hideto, Bodyguard 3)
- Hajime no Ippo: New Challenger (Nao Hammer|Yamada Naomich)
- White Album (Nanase Akira)

2010
- Katanagatari (Maniwa Chouchou)
- Naruto Shippūden (Komushi, Samidare)
- Heartcatch Precure! (Saitani Hideo)
- One Piece (Portgas D. Ace (trẻ))

2011
- The Idolmaster (Host)
- Guilty Crown (Sōta Tamadate)
- Gintama' (Shimura Shinpachi, Sugihara Teppei)
- Sket Dance]' (Shimura Shinpachi, Sugihara Teppei)
- Chihayafuru (Mochida Futoshi)
- Battle Spirits (Suzuri Hideto)
- Thám tử lừng danh Conan (Hashimoto Yoshinari)

2012
- Eureka Seven|EUREKA SEVEN AO (Salesman)
- The Knight in the Area (Yamanashi Ichirō)
- Mobile Suit Gundam AGE (Hartway Max)
- Smile Precure! (Pop)
- Battle Spirits: Sword Eyes (Suō)
- Hyouka (Fukube Satoshi)
- Pretty Rhythm: Dear My Future (Hirōmi Yū)
- Moyashimon Returns (Sawaki Tadayasu)

2013
- Senyu|Senyū. Dai 2 Ki (Juli)
- Tanken Driland (Evil Calvary God Seado, Kamikaze Kassim)
- Danball Senki Wars (Celede Chrysler)
- Chihayafuru 2 (Mochida Futoshi)
- Namiuchigiwa no Muromi-san (Giant Oarfish)
- Naruto Shippuden (Komushi)

2014
- Amagi Brilliant Park (Kimura)
- Kamigami no Asobi: Ludere deorum (Zeus Keraunos (child))
- Shōnen Hollywood|Shōnen Hollywood - Holly Stage for 49 (Minoru Tomii)
- Hamatora (Katsuragi Yuuki)
- Hero Bank (Mikeda Masahiro)

2015
- Gin Tama|Gintama° (Shinpachi Shimura)
- Amagi Brilliant Park (Kimura)
- Blood Blockade Battlefront (Leonardo Watch)
- God Eater (Kōta Fujiki)
- Shōnen Hollywood|Shōnen Hollywood - Holly Stage for 50 (Minoru Tomii)
- Shin ATASHIn'CHI (Yuzuhiko Tachibana)
- Battle Spirits|Battle Spirits Burning Soul (Norihide Kongo)

2016
- Myriad Colors Phantom World (Shosuke Morohashi)
- Puzzle & Dragons X#Anime|Puzzle & Dragons X (Donny)
- Digimon Universe: Appli Monsters (Hackmon)

2017
- Gin Tama|Gintama. (Shinpachi Shimura)
- Clean Freak! Aoyama kun (Jin Tsukamoto)
- Blood Blockade Battlefront|Blood Blockade Battlefront & Beyond (Leonardo Watch)

2018
- Gin Tama|Gintama. Shirogane no Tamashi-hen (Shinpachi Shimura)

2019
- JoJo's Bizarre Adventure: Golden Wind (Carne)
- RobiHachi (JPS-19)
- 7 Seeds (Sakuya Yamaki)
- Fire Force (Victor Licht)

### Phim chiếu rạp
- Baron Omatsuri and the Secret Island (xxxx) (Rick)
- Clannad (Sunohara Youhei)
- Gintama: The Movie: The Final Chapter: Be Forever Yorozuya (xxxx) (Shimura Shinpachi)
- Tamagotchi: Happiest Story in the Universe! (xxxx) (Happy)
- Noiseman Sound Insect (xxxx) (Susumu)
- Pokémon Ranger and the Temple of the Sea (Tamanta, Buoysel)
- Pokémon: The Rise of Darkrai (Takeshi's Usokkie, Tonio (trẻ))
- Pokémon: Giratina and the Sky Warrior (Takeshi's Usokkie)
- Pokémon: Arceus and the Jewel of Life (Takeshi's Usokkie)
- Pokémon: Zoroark: Master of Illusions (Takeshi's Usokkie, Kuruto's Dohmirror)
- Yowamushi Pedal|Yowamushi Pedal Sparke Bike (xxxx) (Itokawa Shunsaku)
- Paprika (2006 film)|Paprika (2006) (Himuro Kei)

### Trò chơi
- .hack//G.U. (Silabus)
- Atelier Annie: Alchemists of Sera Island (Kyle Eugrald)
- Battle Arena Toshinden (Fang)
- Battle Fantasia (Ward Cedric)
- Cosmic Break (Jikun Hu, Hot Blooded Hero)
- Dynasty Warriors 8 (Zhang Bao)
- God Eater series (Fujiki Kouta)
- Gunparade March (Akane Daisuke)
- JoJo's Bizarre Adventure: Phantom Blood (trò chơi) (Poco)
- J-Stars Victory Vs - Shimura Shinpachi
- Kessen - (Tokugawa Hidetada)
- Lunar: Silver Star Story Complete|Lunar: Silver Star Story (Nash)
- Mobile Suit Gundam: Gundam vs. Gundam (Üso Ewin)
- Persona 5 (Mishima Yuki)
- Soshite Bokura Wa, Kurisu Koki)
- SpellDown, (Ohtani Yousuke)
- Star Fox 64
- Star Ocean: The Second Story (Ashton Anchors và Noel Chandler)
- Tales of Symphonia (Gnome)
- Tales of the World: Radiant Mythology (Mormo)
- True Love Story|True Love Story 2 (Kenta Kazama)
- Valkyrie Profile: Lenneth (Rouly)
- VitaminX Evolution (Masaki Sanada)
- Xenoblade Chronicles X (Tatsu)[1]

### Tokusatsu
- Hyakujuu Sentai Gaoranger (2001) (Specimen Org) (ep. 21)
- Ressha Sentai ToQger (2014) (Knight) (ep. 37)

### Kịch CDs
- Abunai series 3: Abunai Bara to Yuri no Sono
- Abunai series 4: Abunai Campus Love (Yuu Kasai)
- Aitsu no Daihonmei (Yoshio Yoshida)
- Nijuurasen series (Yuuta Shinomiya)
- Ourin Gakuen series 2: Ai no Sainou (Junya Shiraishi)
- Princess Princess (manga)|Princess Princess (Akira Sakamoto)

### Vai diễn ngoài đời
- Death Note: New Generation (2016) (âm thanh của Near (Death Note)|Near)[2]

### Lồng tiếng
- Dragon Tales (1999-2006) (lồng tiếng Zak)